# Fiona MacDonald
Fiona MacDonald (9 de dezembro de 1974) é uma jogadora escocesa de curling que conquistou a medalha de ouro nos Jogos Olímpicos de Inverno de 2002.